# Třída M (1917)
Třída M byla třída oceánských křižníkových ponorek britského královského námořnictva. Jejich primární zbraní nebyly torpédomety, ale jeden 305mm kanón. Dokončeny byly tři ze čtyř rozestavěných jednotek této třídy. Do služby byly zařazeny v letech 1918 a 1920. Dvě byly ve službě ztraceny. Poslední byla roku 1932 prodána do šrotu.

## Stavba
Čtyři ponorky třídy M byly objednány jako náhrada za zrušené čluny třídy K K18 až K21. Jejich kýly byly založeny ve druhé polovině roku 1916 v loděnicích Vickers v Barrow-in-Furness a Armstrong Whitworth (Armstrong) v Elswicku. Před koncem války byla dokončena pouze prototypová ponorka M1. Po skončení války byla zrušena stavba ponorky M4. Sesterská plavidla M2 a M3 byla dokončena v roce 1920.
Jednotky třídy M:
| Jméno | Loděnice  | Založení kýlu | Spuštěna          | Vstup do služby | Poznámky                                                                                                   |
| ----- | --------- | ------------- | ----------------- | --------------- | --- |
| M1    | Vickers   | 1916          | 9. července 1917  | duben 1918      | Dne 12. listopadu 1925 se u pobřeží Devonu potopila po kolizi s plavidlem SS Vidar.                        |
| M2    | Vickers   | 1916          | 19. října 1918    | únor 1920       | V letech 1925–1928 přestavěna na nosič hydroplánů. Dne 26. ledna 1932 ztroskotala poblíž ostrova Portland. |
| M3    | Armstrong | 1916          | 19. října 1918    | červenec 1920   | Roku 1927 přestavěna na minonosnou ponorku. Prodána do šrotu 1932.                                         |
| M4    | Armstrong | 1916          | 20. července 1919 | –               | Stavba zrušena.                                                                                            |

## Konstrukce

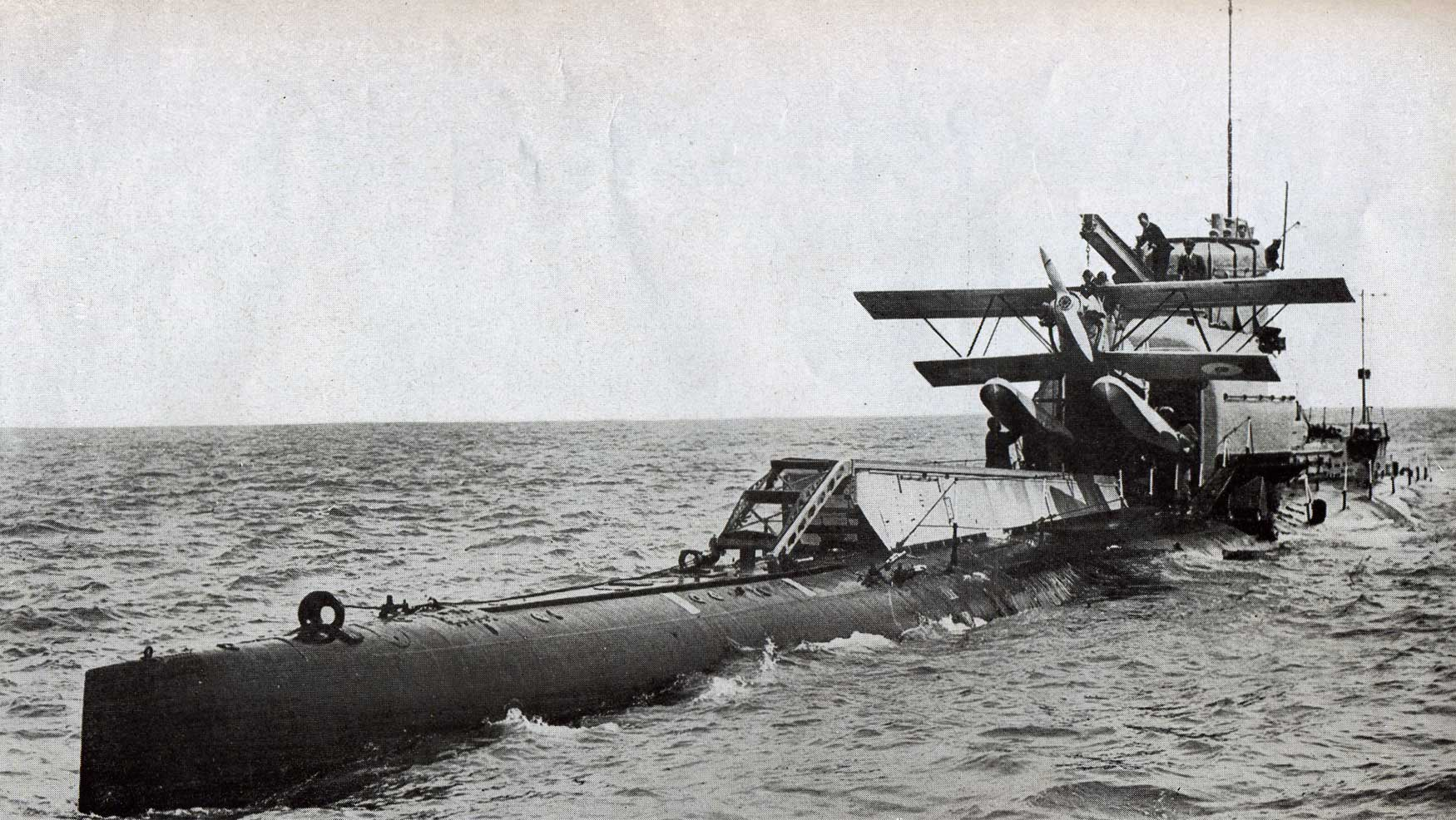
Přestavěná ponorka HMS M2 se svým hydroplánem Parnall Peto

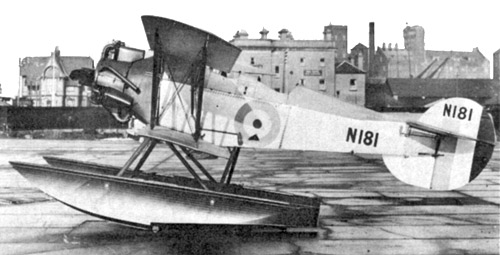
Parnall Peto

Hlavní výzbroj představoval jeden 305mm/40 kanón Mk.IX v přední části velitelské věže. Neseno pro něj bylo padesát granátů. Kanón měl náměr až 20° a odměr 15° na každou stranu. Mohl být použit i k ostřelování pozemních cílů. Kanóny pocházely ze zásob pro predreadnoughty třídy Formidable. Doplňoval jej jeden 76mm kanón. Dále ponorka nesla čtyři příďové 457mm torpédomety se zásobou osmi torpéd. Pohonný systém byl převzat z třídy L. Tvořily jej dva vznětové dvanáctiválce Vickers o výkonu 2400 hp a čtyři elektromotory o výkonu 1600 hp, pohánějící dva lodní šrouby. Nejvyšší rychlost na hladině dosahovala patnáct uzlů a devět uzlů pod hladinou. Dosah byl 3840 námořních mil při rychlosti deset uzlů na hladině. Operační hloubka ponoru byla až 30 metrů.

### Modifikace
Ponorka M3 a M4 měly o tři metry prodloužený trup, což umožnilo použití 533mm torpédometů.
Ponorka M2 byla v letech 1925–1928 přestavěna na nosič hydroplánů. Její 305mm kanón byl odstraněn a nahradil jej katapult a vodotěsný hangár pro malý průzkumný hydroplán Parnall Peto. Výtlak na hladině byl 1788 tun.
Ponorka M3 byla roku 1927 přestavěna na minonosnou ponorku. Její 305mm kanón byl odstraněn. Místo toho pojmula až 100 námořních min. Výtlak na hladině byl 1745 tun. Vyzkoušeno tak bylo řešení uplatněné i na minonosných ponorkách třídy Grampus.